# Nay (Pirenei Atlantici)
Nay è un comune francese di 3 541 abitanti situato nel dipartimento dei Pirenei Atlantici e fa parte sia dell'Aquitania che della regione storica del Béarn. È il paese natale di Jacques Abbadie, un celebre teologo protestante vissuto a cavallo tra il XVII e il XVIII secolo.

## Società

### Evoluzione demografica
Abitanti censiti